# Egnell-Clayton-Gesetz
Das Egnell-Clayton-Gesetz ist eine empirisch gefundene Regel, die besagt, dass die Windgeschwindigkeit über einem festen Punkt der Erdoberfläche mit der Höhe zunimmt und in der oberen Troposphäre (etwa 5.000 bis 10.000 Meter Höhe) umgekehrt proportional zur Luftdichte ist. Das bedeutet, dass der durch den Wind erzeugte Massenstrom in diesem Bereich der Atmosphäre von der Höhe unabhängig ist.
Die Gesetzmäßigkeit wurde in den späten 1890er Jahren vom schwedischen Meteorologen Axel Egnell und vom amerikanischen Meteorologen Henry Helm Clayton durch systematische Wolkenbeobachtungen und Pilotballonaufstiege entdeckt. Eine theoretische Begründung gab 1920 William Jackson Humphreys.